# There It Is
There It Is är ett album av James Brown släppt på skivmärket Polydor i juni 1972. Både den jazziga "King Heroin" och tvådelade "Public Enemy No. 1" handlar om de förödande verkningar heroin har. "Talking Loud and Saying Nothing" skrevs i en tid då Brown var sur på en hel del folk, och det smittade antagligen av sig på den låten. Albumet ses som ett av hans starkare från 1970-talet. Det nådde plats #60 på amerikanska albumlistan Billboard 200  1972.

## Låtar på albumet
1. "There It Is, Parts 1 & 2"  (Brown/Pinckney) - 5:50
2. "King Heroin"  (Bobbit/Brown/Matthews/Rosen) - 3:58
3. "I'm a Greedy Man"  (Bobbit/Brown) - 7:06
4. "Who Am I" - 4:59
5. "Talking Loud and Saying Nothing"  (Brown/Byrd) - 7:49
6. "Public Enemy No. 1, Pt. 1"  (Bobbit/Brown/Stallings) - 5:06
7. "Public Enemy No. 1, Pt. 2"  (Bobbit/Brown/Stallings) - 5:09
8. "I Need Help (I Can't Do It Alone)" - 3:31
9. "Never Can Say Goodbye" - 3:02